# Lezuza (kommunhuvudort)
Lezuza är en kommunhuvudort i Spanien.   Den ligger i provinsen Provincia de Albacete och regionen Kastilien-La Mancha, i den centrala delen av landet, 200 km sydost om huvudstaden Madrid. Lezuza ligger 927 meter över havet och antalet invånare är 1 696.
Terrängen runt Lezuza är lite kuperad. Runt Lezuza är det mycket glesbefolkat, med 5 invånare per kvadratkilometer. Närmaste större samhälle är Munera, 15,0 km nordväst om Lezuza. Omgivningarna runt Lezuza är i huvudsak ett öppet busklandskap.